# Allocosa mutilata
Allocosa mutilata is een spinnensoort in de taxonomische indeling van de wolfspinnen (Lycosidae).
Het dier behoort tot het geslacht Allocosa. De wetenschappelijke naam van de soort werd voor het eerst geldig gepubliceerd in 1937 door Cândido Firmino de Mello-Leitão.